# Кристофер (Іллінойс)
Кристофер (англ. Christopher) — місто (англ. city) в США, в окрузі Франклін штату Іллінойс. Населення — 2697 осіб (2020).

## Географія
Кристофер розташований за координатами 37°58′15″ пн. ш. 89°3′11″ зх. д. / 37.97083° пн. ш. 89.05306° зх. д. (37.970870, -89.053002).  За даними Бюро перепису населення США в 2010 році місто мало площу 4,10 км², з яких 4,09 км² — суходіл та 0,02 км² — водойми.

## Демографія
Згідно з переписом 2010 року, у місті мешкали 2382 особи в 1066 домогосподарствах у складі 648 родин. Густота населення становила 580 осіб/км².  Було 1180 помешкань (288/км²).
Расовий склад населення:
| - 98,0 % — білих - 0,4 % — чорних або афроамериканців - 0,2 % — корінних американців - 0,2 % — азіатів |

До двох чи більше рас належало 0,8 %. Частка іспаномовних становила 1,4 % від усіх жителів.
За віковим діапазоном населення розподілялося таким чином: 23,3 % — особи молодші 18 років, 56,2 % — особи у віці 18—64 років, 20,5 % — особи у віці 65 років та старші. Медіана віку мешканця становила 41,4 року. На 100 осіб жіночої статі у місті припадало 90,1 чоловіків;  на 100 жінок у віці від 18 років та старших — 84,1 чоловіків також старших 18 років.
Середній дохід на одне домашнє господарство  становив 45 107 доларів США (медіана — 34 875), а середній дохід на одну сім'ю — 54 634 долари (медіана — 43 438). За межею бідності перебувало 19,6 % осіб, у тому числі 28,1 % дітей у віці до 18 років та 6,0 % осіб у віці 65 років та старших.
Цивільне працевлаштоване населення становило 1030 осіб. Основні галузі зайнятості: освіта, охорона здоров'я та соціальна допомога — 29,2 %, роздрібна торгівля — 16,7 %, виробництво — 8,6 %, сільське господарство, лісництво, риболовля — 8,5 %.